# Meridiano 153 E
O meridiano 153 E é um meridiano que, partindo do Polo Norte, atravessa o Oceano Ártico, Ásia, Oceano Índico, Austrália, Oceano Antártico, Antártida e chega ao Polo Sul. Forma um círculo máximo com o Meridiano 27 W.
Começando no Polo Norte, o meridiano 153º Este tem os seguintes cruzamentos:
| País, território ou mar | Notas                                                                             |
| ----------------------- | --------------------------------------------------------------------------------- |
| Oceano Ártico           |                                                                                   |
| Mar Siberiano Oriental  | Passa a leste da ilha Jokhov, Rússia                                              |
| Rússia                  |                                                                                   |
| Mar de Okhotsk          |                                                                                   |
| Rússia                  | Ilha Rasshua, Ilhas Curilas                                                       |
| Oceano Pacífico         | Passa a oeste das Ilhas Tanga, Papua-Nova Guiné                                   |
| Papua-Nova Guiné        | Ilha Nova Irlanda                                                                 |
| Mar de Salomão          |                                                                                   |
| Papua-Nova Guiné        | Ilha Woodlark                                                                     |
| Mar de Salomão          | Passa a leste da Ilha Misima, Papua-Nova Guiné                                    |
| Papua-Nova Guiné        | Ilha Panawina, no Arquipélago das Luisíadas                                       |
| Oceano Pacífico         | Mar de Coral - passa nas Ilhas do Mar de Coral, Austrália                         |
| Austrália               | Queensland - Ilha Fraser e parte continental; passa em Brisbane Nova Gales do Sul |
| Oceano Pacífico         |                                                                                   |
| Oceano Antártico        |                                                                                   |
| Antártida               | Território Antártico Australiano, reivindicado pela Austrália                     |